# Stàraia Làdoga
Stàraia Làdoga (o Làdoga la Vella, en rus: Ста́рая Ла́дога, en finés: Vanha Laatokka o l'Aldeigjuborg de les sagues nòrdiques) és un poble (seló) en el raion de Vólkhov de l'óblast de Leningrad, Rússia, situat al riu Vólkhov prop del llac Làdoga. El poble era un destacat centre de comerç exterior als s. VIII i IX. Assentament multiètnic, fou dominat pels escandinaus, als qui es coneixia amb el nom de Rus' i per aquesta raó de vegades se li diu la primera capital de Rússia.

## Origen i nom

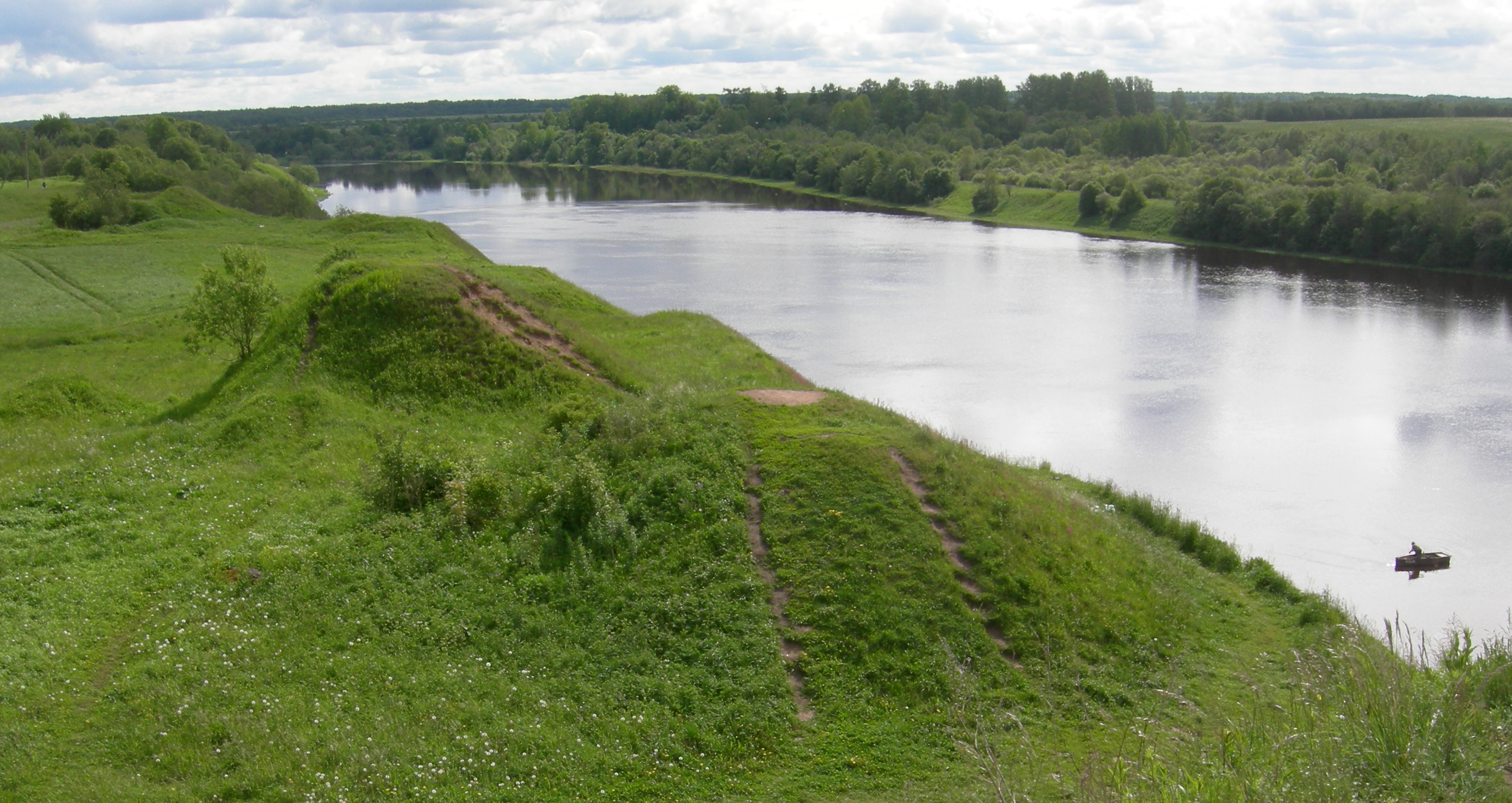
Enterraments dels s. VIII a X, vikings, al llarg del riu Vólkhov, prop de Stàraia Làdoga

La dendrocronologia suggereix que Làdoga fou fundada el 753. Fins al 950, era un dels ports comercials més importants d'Europa oriental. Els vaixells mercants navegaven per la mar Bàltica a través de Làdoga fins a Nóvgorod i després a Constantinoble o la mar Càspia. Aquesta ruta es coneixia com la ruta comercial dels varegs als grecs. Una via alternativa portava pel riu Volga al llarg de la ruta comercial del Volga fins a la capital dels khàzars, Itil, i després a les ribes meridionals de la mar Càspia, tot seguit fins a Bagdad. Significativament, la més antiga moneda àrab medieval s'ha desenterrat a Làdoga.
Els habitants de l'antiga Làdoga eren noruecs, finesos i eslaus, d'ací els diferents noms de la ciutat. El nom finés original, Alode-joki ('Riu de terres baixes') apareix com Aldeigja o Aldeygyuborg en nòrdic antic i com Làdoga (Ладога) en antic eslau oriental.

## Làdoga sota Rúrik i els ruríkides
Segons el Còdex Hipatià, el llegendari dirigent vareg Rúrik arribà a Làdoga el 862 i en fer la seua capital. Els successors de Rúrik més tard es traslladaren a Nóvgorod, i després a Kíev, establint així les bases per al poderós estat de la Rus de Kíev. Hi ha diversos kurgans enormes, és a dir, túmuls funeraris reials, als afores de Làdoga. Un d'ells es diu que és la tomba de Rúrik, i un altre el del seu successor Oleg. Heimskringla i altres fonts nòrdiques esmenten que a la fi dels anys 990, Eirikr Hákonsson de Noruega saquejà la costa i incendià la ciutat. Làdoga era el centre comercial més important d'Europa oriental des de l'any 800 al 900, i es creu que entre el 90 i el 95% de tots els dírhams àrabs trobats a Suècia passaren per Làdoga.
L'esment següent de Làdoga en les cròniques data del 1019, quan Ingegerd de Suècia es casà amb Iaroslau I. Segons els termes del contracte matrimonial, Iaroslav cedí Làdoga a la seua esposa, que nomenà el cosí de son pare, el jarl suec Ragnvald Ulfsson, governador de la ciutat. Aquesta informació és confirmada per les sagues i l'evidència arqueològica, que suggereix que Làdoga gradualment evolucionà fins a ser bàsicament un assentament vareg. Almenys dos reis suecs passaren la joventut a Làdoga, el rei Stenkil i Inge el Vell, i potser també el rei Anund Gårdske.
Als s. XII i XIII, Làdoga actuava com un lloc comercial de la poderosa República de Nóvgorod. Més tard la seua importància comercial decaigué i la major part de la població se'n dedicava a la pesca al s. XV. Després que es construïren noves fortaleses com Schlüsselburg i Korela al s. XIV més a l'oest de Làdoga també decaigué la importància militar de la ciutat. Làdoga pertanyia a la Vódskaya piatina de la república i contenia 84 cases al s. XV; la major part de la terra pertanyia a l'Església. Els novgorodians hi construïren una ciutadella amb cinc torres i algunes esglésies. La fortalesa es reconstruí en el canvi del s. XV al XVI, mentre que les esglésies de mitjan s. XII de Sant Jordi i de l'Assumpció de Maria romanen en la forma original. Dins l'església de Sant Jordi encara poden veure's alguns frescs magnífics del s. XII.

## Monuments i llocs d'interés
El 1703, Pere I fundà la ciutat de Nóvaya Làdoga (Nova Làdoga) més a prop de la riba del llac Làdoga. L'antiga fortalesa així decaigué començà a ser coneguda com a Stàraia Làdoga (Vella Làdoga), per distingir-la de la nova ciutat.
El centre de Stàraia Làdoga és una antiga fortalesa on el riu Ielena flueix cap al Vólkhov. En temps anteriors, era un lloc estratègic perquè era l'única badia possible per als vaixells mercants que no podien navegar pel Vólkhov.
A banda de les esglésies esmentades, n'hi ha una altra de mitjan s. XII, dedicada a sant Climent, que està en ruïnes. Hi ha també un monestir, dedicat a sant Nicolau i construït sobretot al segle xvii.

## Galeria

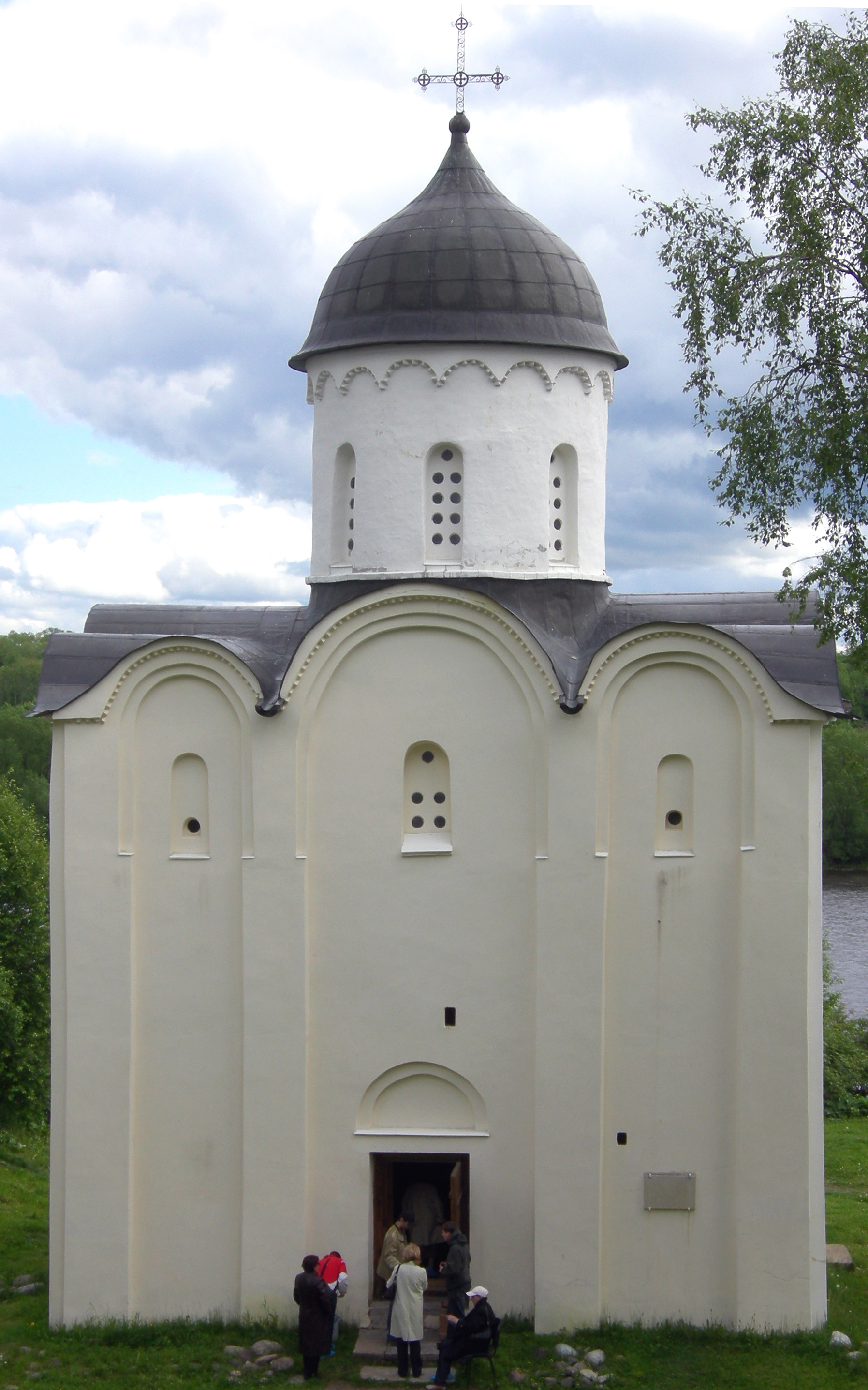
Església de Sant Jordi a la fortalesa Làdoga
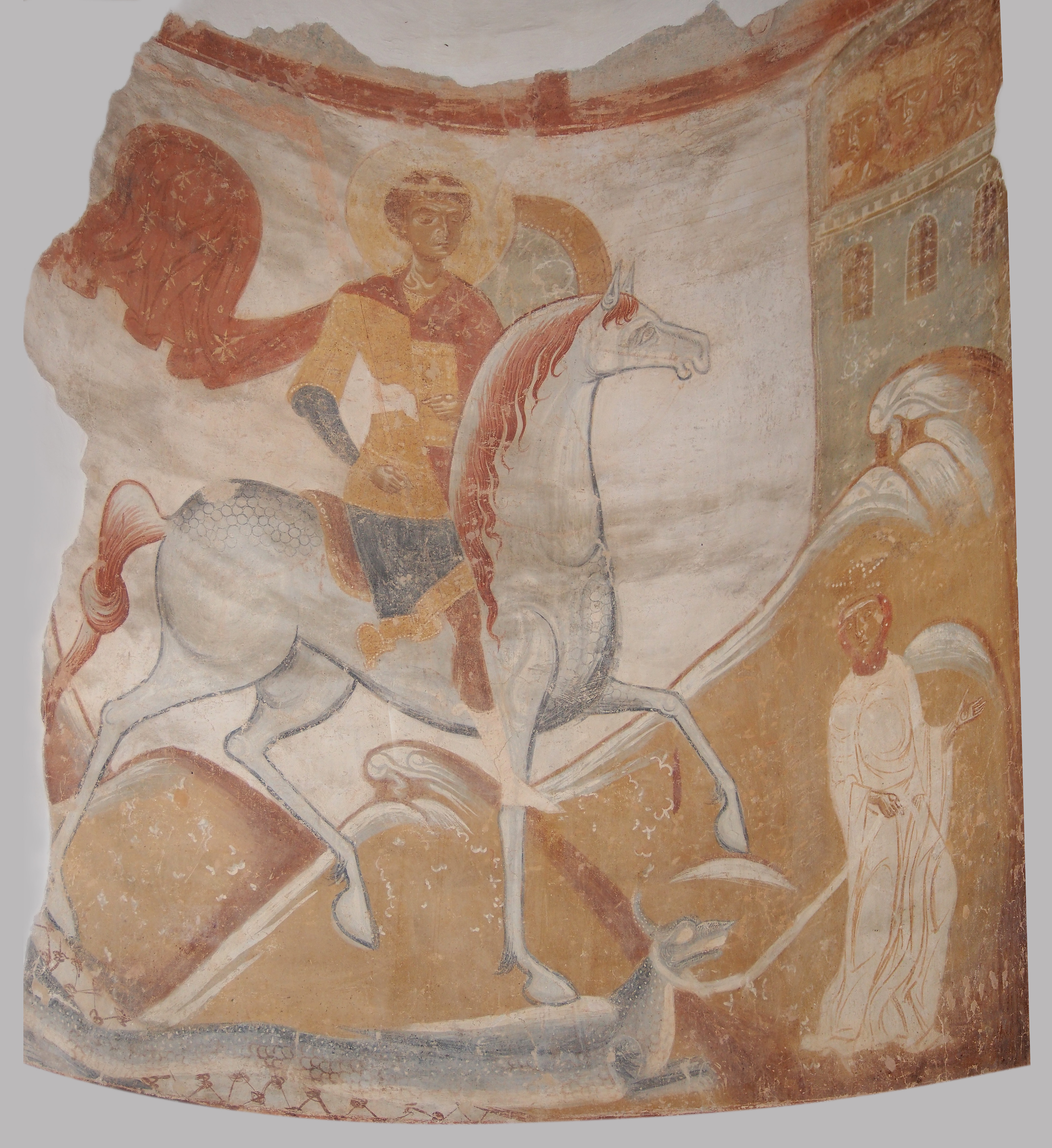
L'església de Sant Jordi conté magnífics frescs pintats el 1167
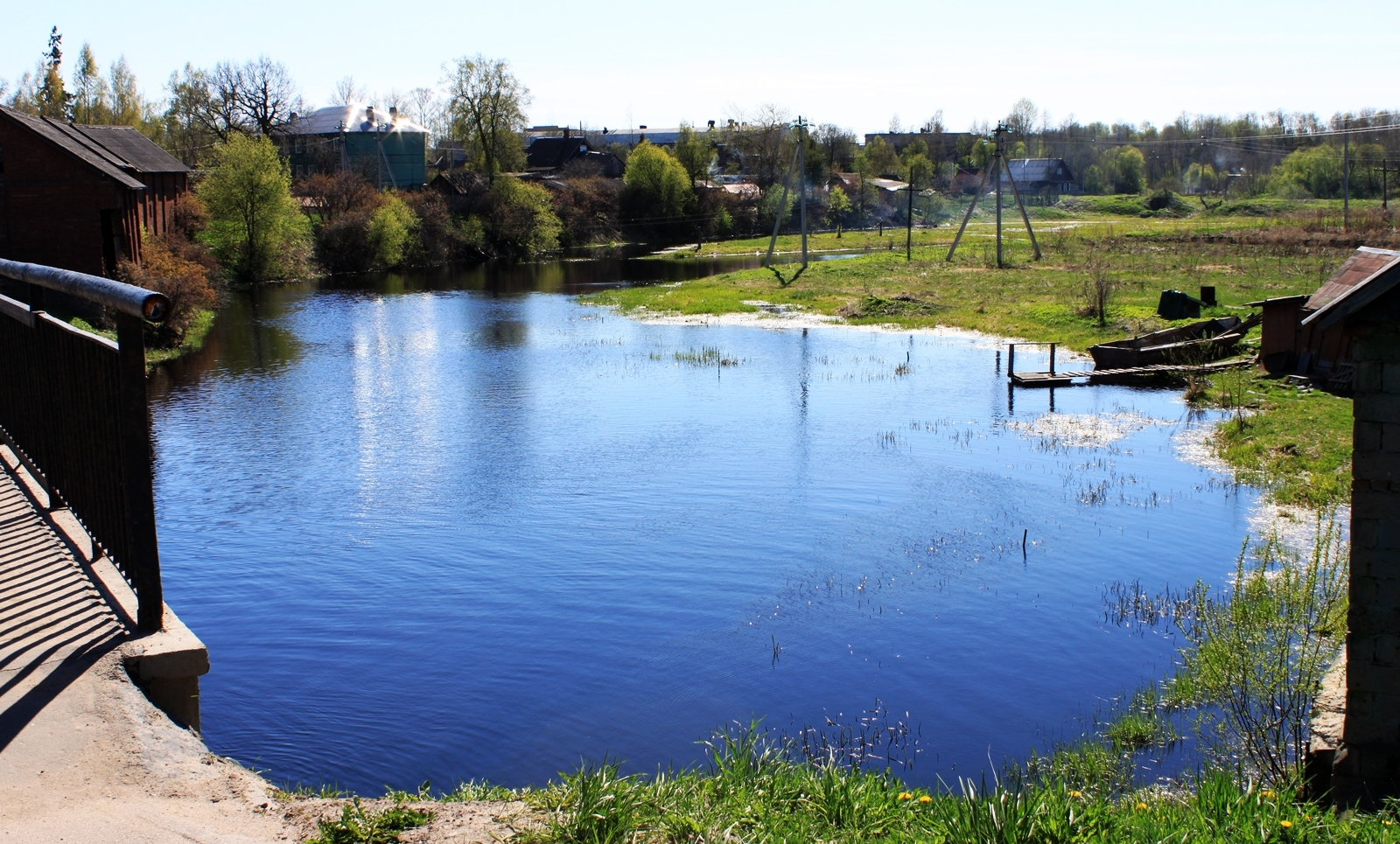
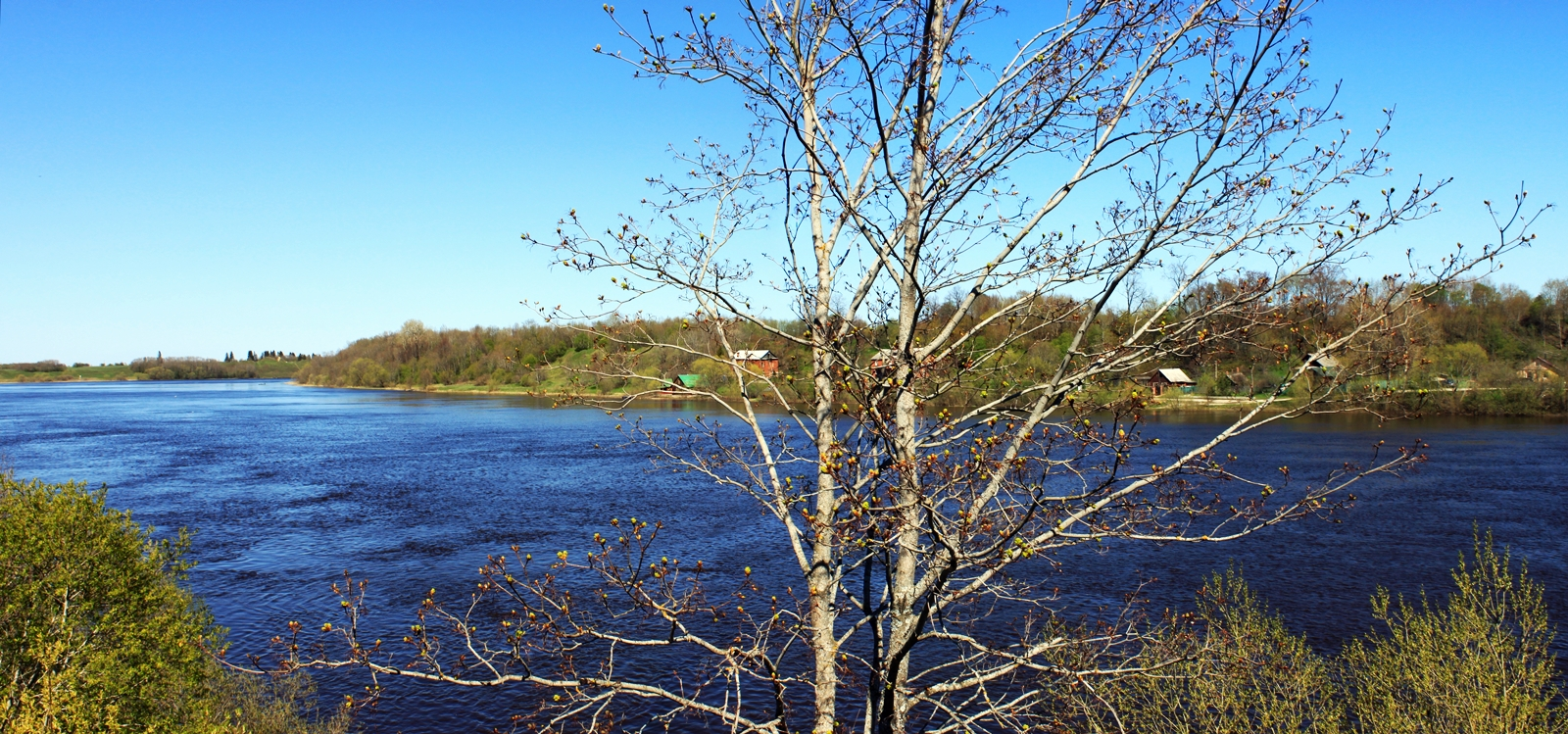
Stàraia Làdoga. Primavera. 1972
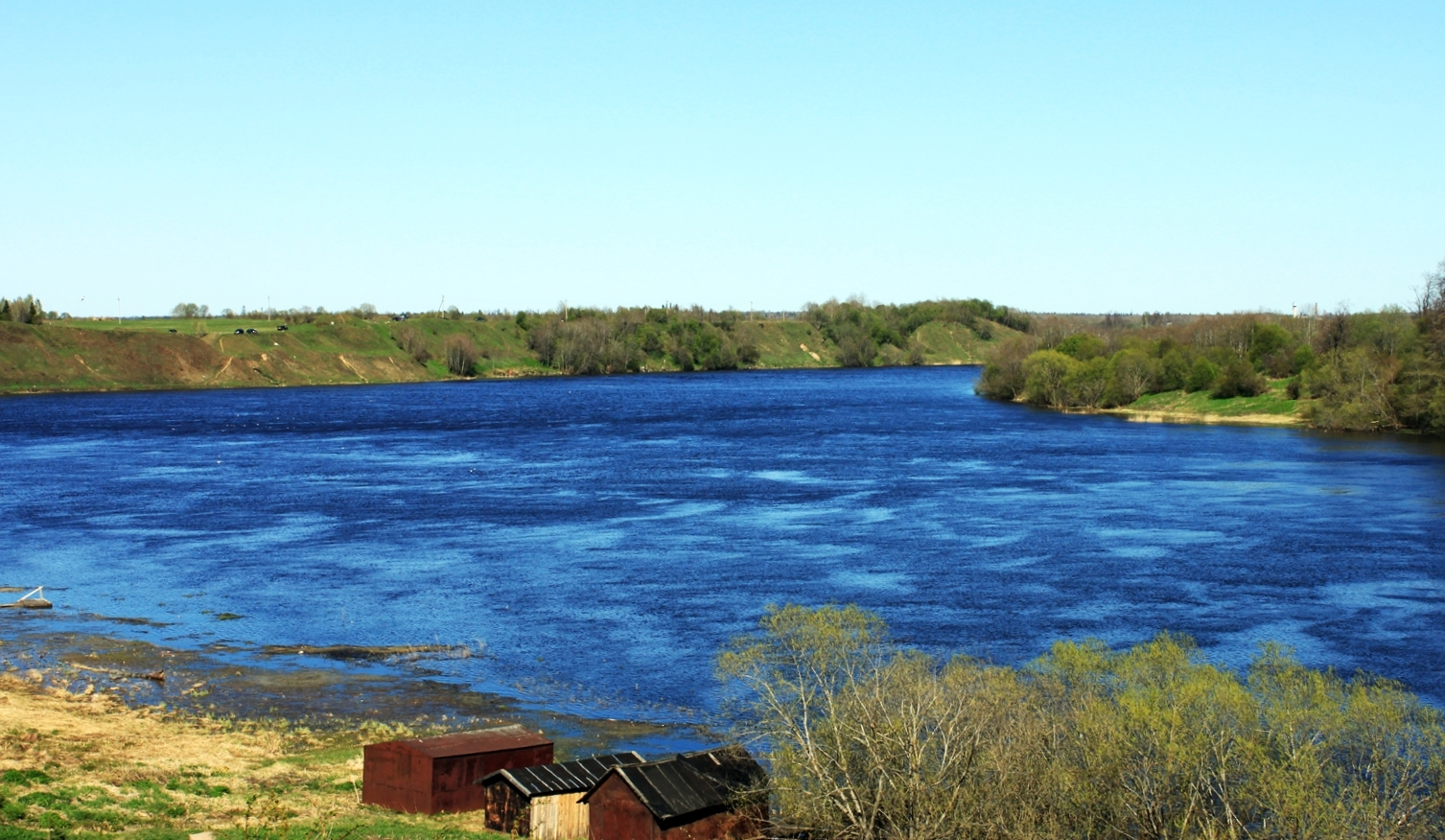
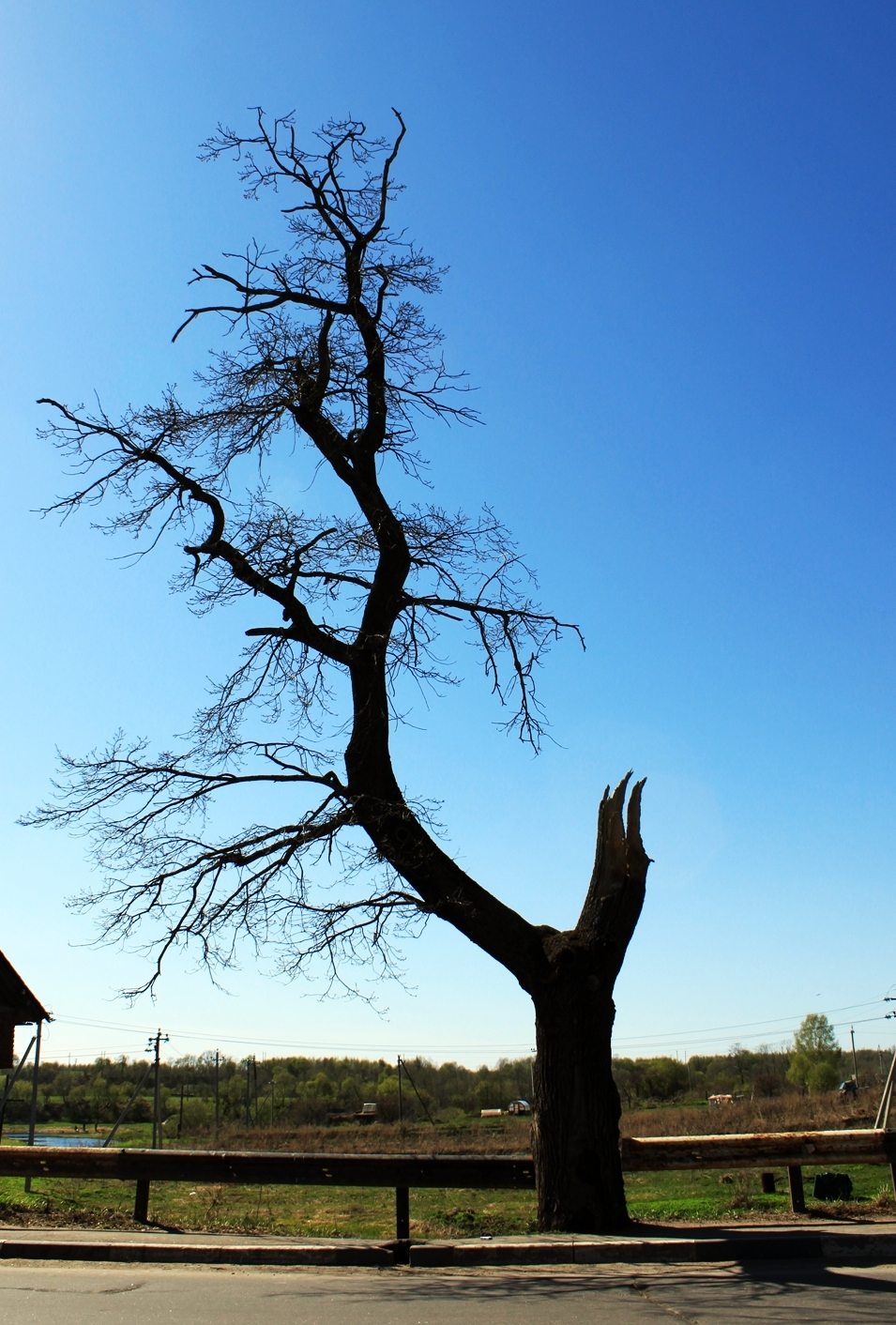
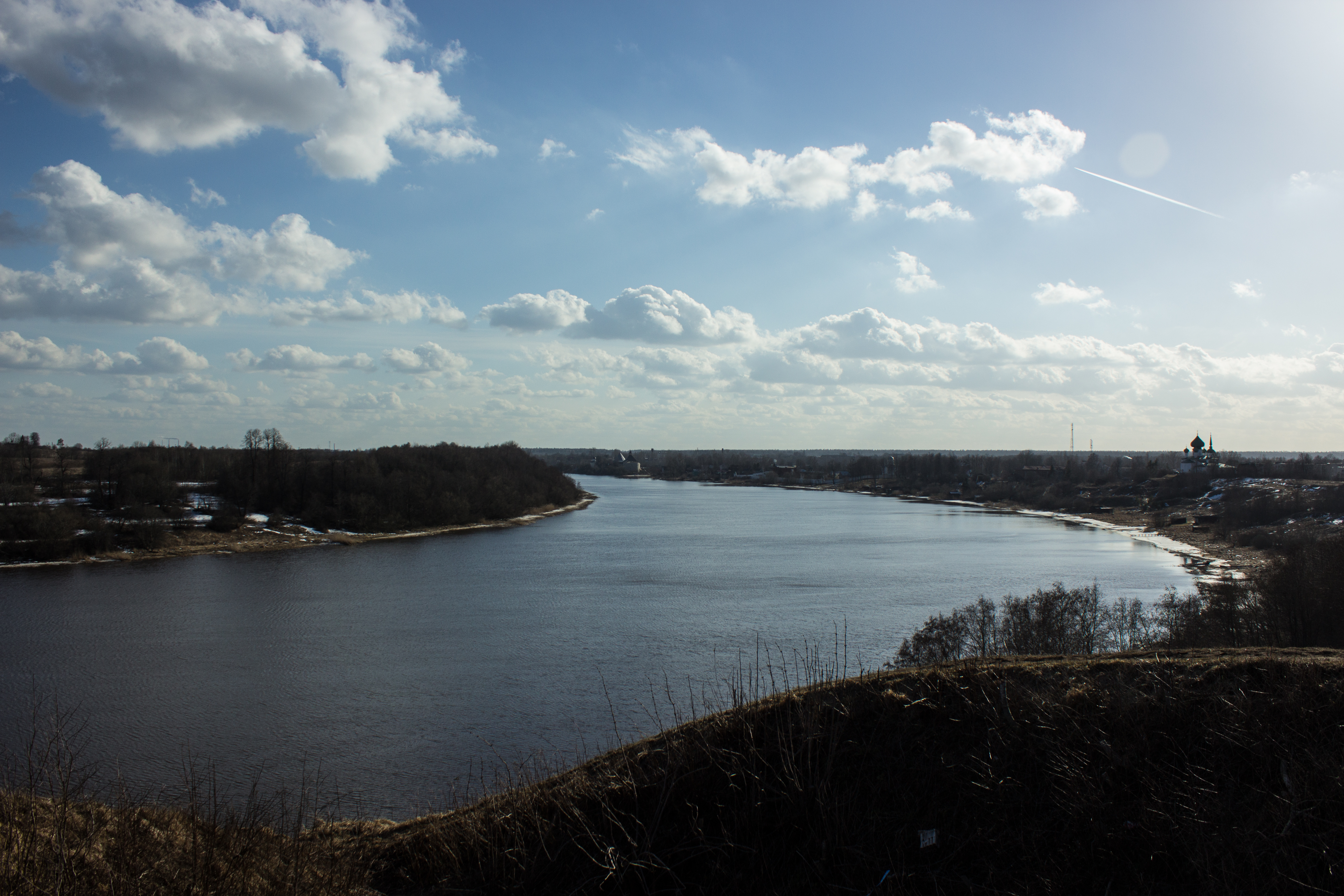
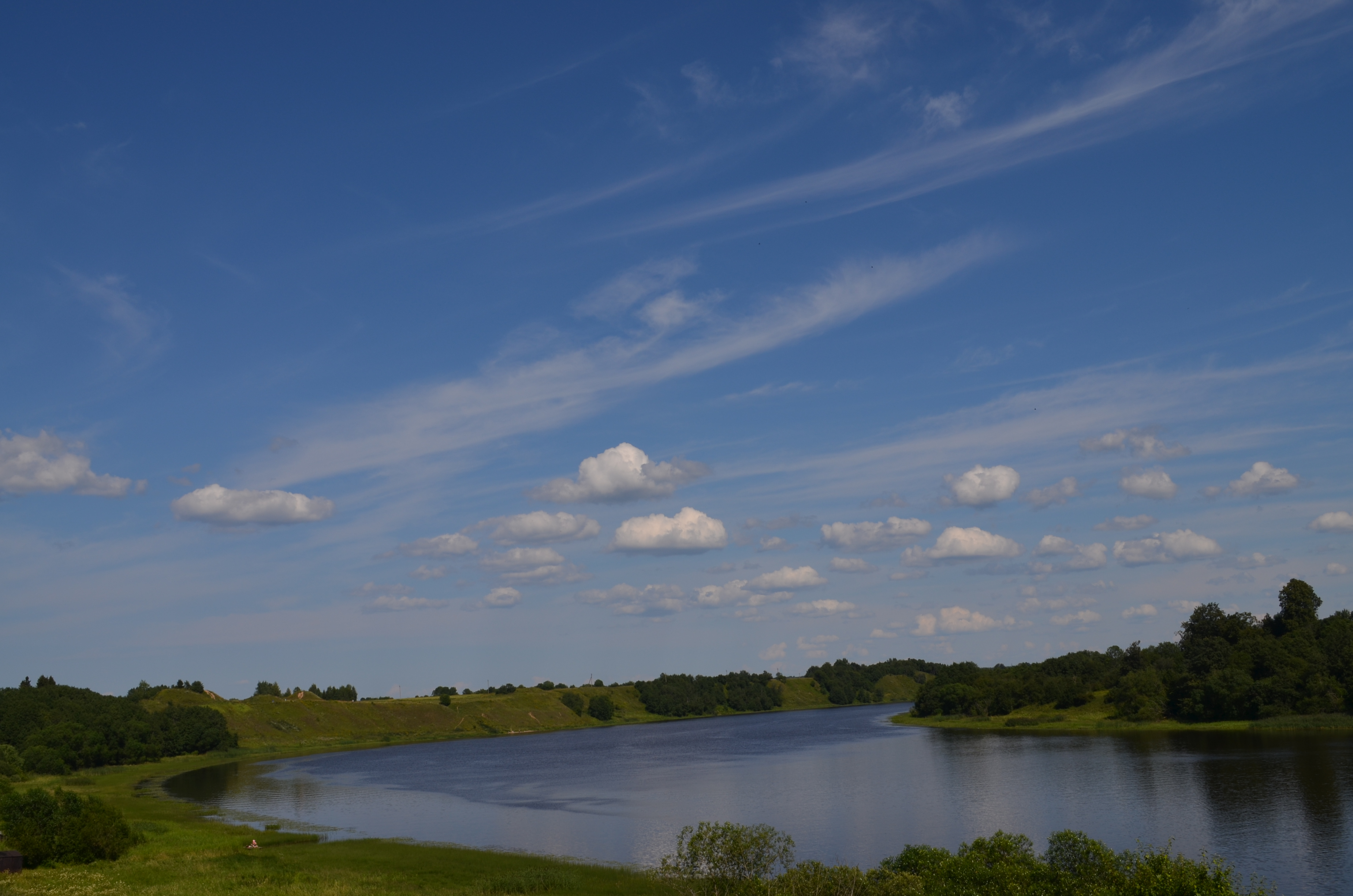
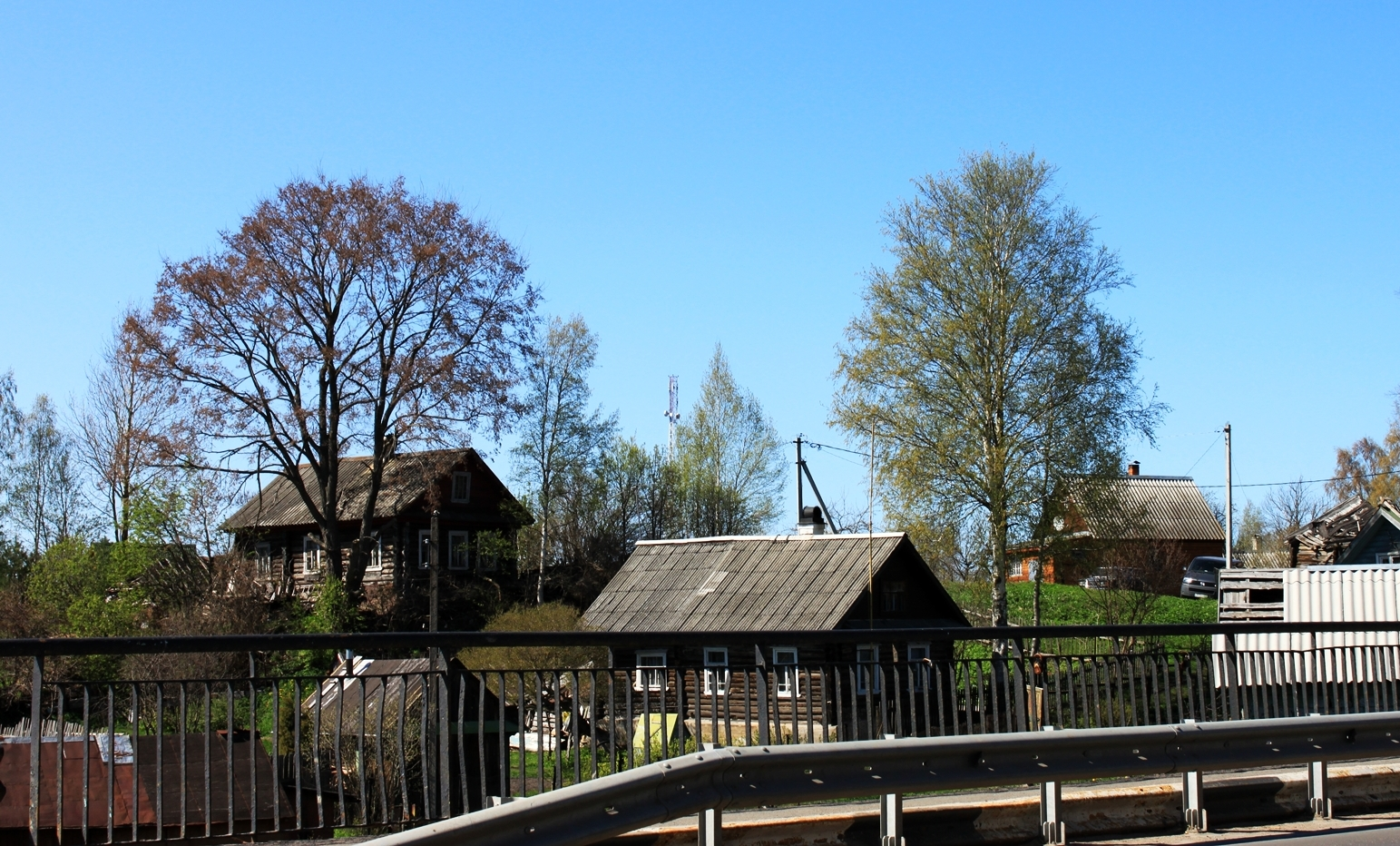
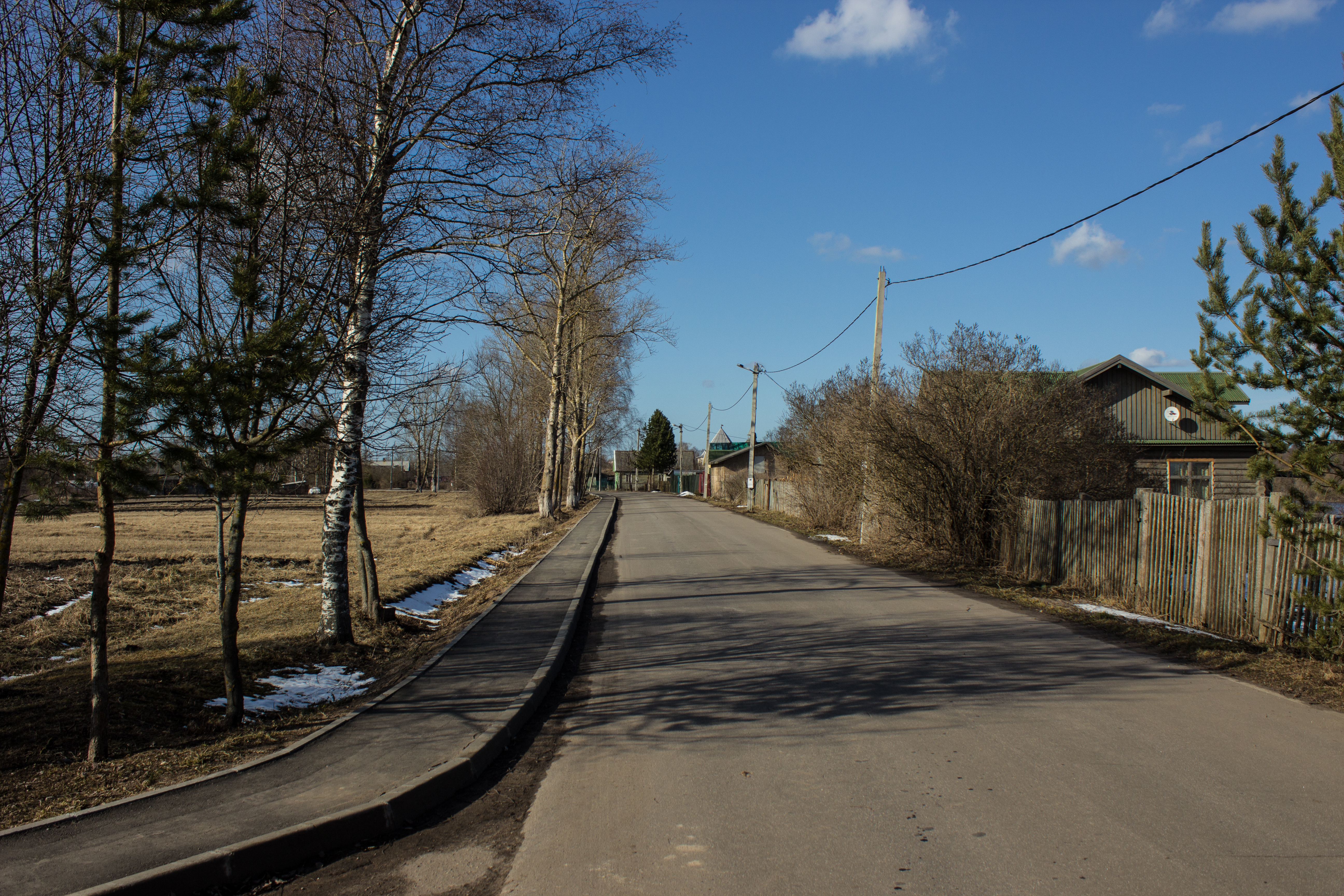
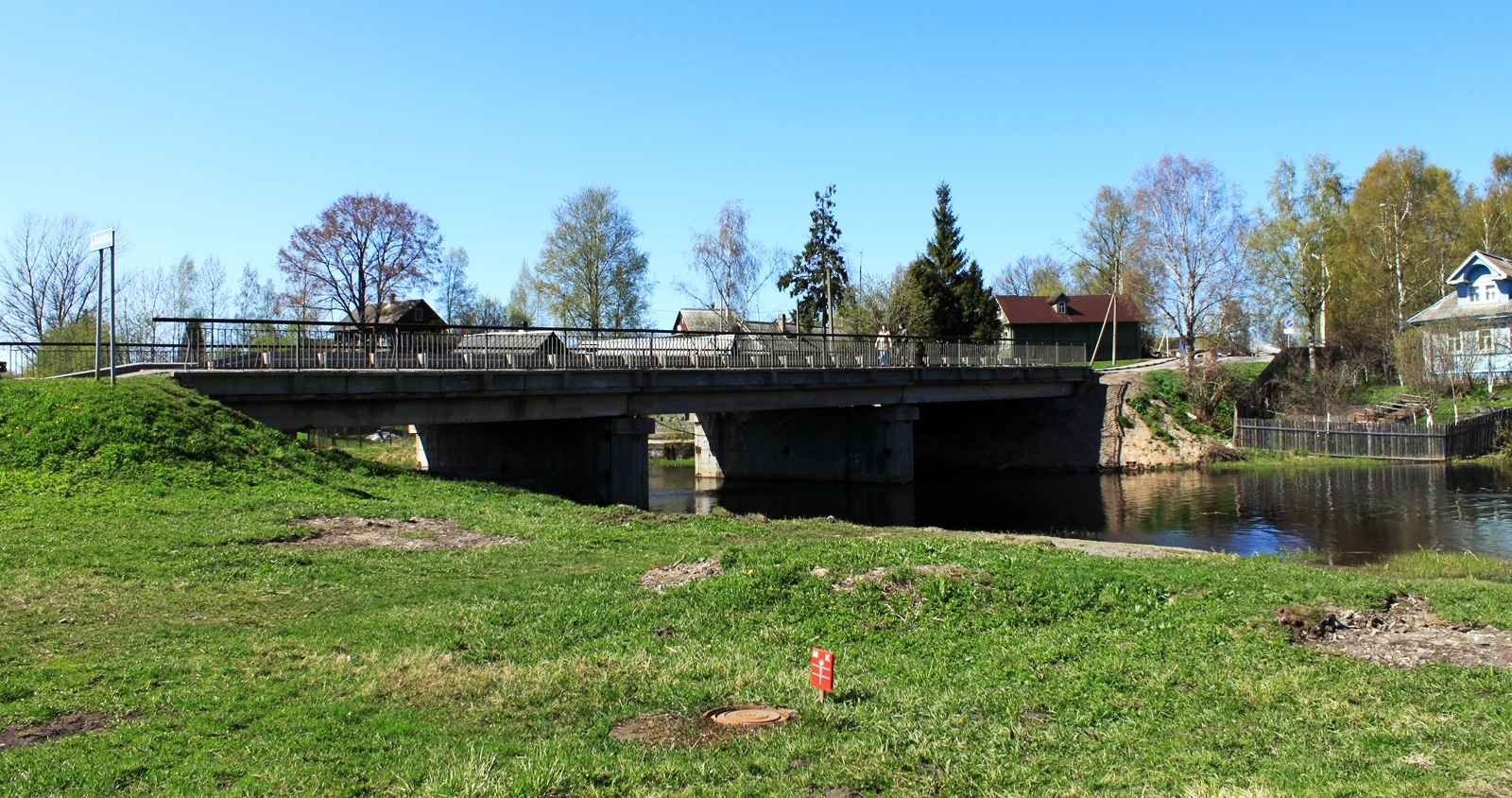